# Lista de aeroportos do Sudão
Esta é uma lista de aeroportos do Sudão, classificados por localização:
| Cidade               | ICAO | IATA | Nome do aeroporto                      |
| Aeroportos civis     |      |      |                                        |
| Akobo                | HSAK |      | Aeroporto de Akobo                     |
| Atbara               | HSAT | ATB  | Aeroporto de Atbara                    |
| Aweil                | HSAW |      | Aeroporto de Aweil                     |
| Bor                  | HSBR |      | Aeroporto de Bor                       |
| Cartago              | HSCG |      | Aeroporto de Cartago                   |
| Damazin              | HSDZ |      | Aeroporto de Damazin                   |
| Delling              | HSDL |      | Aeroporto de Delling                   |
| Dinder               | HSGG | DNX  | Aeroporto Galegu                       |
| Dongola              | HSDN | DOG  | Aeroporto de Dongola                   |
| El Daein             | HSDI | ADV  | Aeroporto de El Daein                  |
| Eldebba              | HSDB | EDB  | Aeroporto de Eldebba                   |
| El-Fasher            | HSFS | ELF  | Aeroporto de El-Fasher                 |
| El Obeid             | HSOB | EBD  | Aeroporto de El Obeid                  |
| En Nahud             | HSNH | NUD  | Aeroporto de En Nahud                  |
| Gedaref              | HSGF | GSU  | Aeroporto de Gedaref                   |
| Geneina              | HSGN | EGN  | Aeroporto de Geneina                   |
| Gogrial              | HSGO |      | Aeroporto de Gogrial                   |
| Juba                 | HSSJ | JUB  | Aeroporto de Juba                      |
| Kadugli              | HSLI |      | Aeroporto de Kadugli                   |
| Kapoita              | HSKP |      | Aeroporto de Kapoita                   |
| Kassala              | HSKA | KSL  | Aeroporto de Kassala                   |
| Cartum               | HSSS | KRT  | Aeroporto Internacional de Cartum      |
| Khasm El Girba       | HSKG | GBU  | Aeroporto de Khasm El Girba            |
| Kosti                | HSKI | KST  | Aeroporto de Rabak                     |
| Malakal              | HSSM | MAK  | Aeroporto de Malakal                   |
| Maridi               | HSMD |      | Aeroporto de Maridi                    |
| Merowe               | HSMR | MWE  | Aeroporto de Merowe                    |
| New Halfa            | HSNW | NHF  | Aeroporto de New Halfa                 |
| Nimuli               | HSNM |      | Aeroporto de Nimuli                    |
| Niala                | HSNL | UYL  | Aeroporto de Nyala                     |
| Pibor                | HSPI |      | Aeroporto de Pibor                     |
| Porto Sudão          | HSPN | PZU  | Aeroporto Internacional de Porto Sudão |
| Raga                 | HSRJ |      | Aeroporto de Raga                      |
| Renk                 | HSRN |      | Aeroporto de Renk                      |
| Rumbek               | HSMK |      | Aeroporto de Rumbek                    |
| Shendi               | HSND |      | Aeroporto de Shendi                    |
| Tong                 | HSTO |      | Aeroporto de Tong                      |
| Torit                | HSTR |      | Aeroporto de Torit                     |
| Tumbura              | HSTU |      | Aeroporto de Tumbura                   |
| Uádi Halfa           | HSSW | WHF  | Aeroporto de Uádi Halfa                |
| Wau                  | HSWW | WUU  | Aeroporto de Wau                       |
| Yambio               | HSYA |      | Aeroporto de Yambio                    |
| Yirol                | HSYL |      | Aeroporto de Yirol                     |
| Zalingei             | HSZA |      | Aeroporto de Zalingei                  |
| Aeroportos militares |      |      |                                        |
| Porto Sudão          | HSSP |      | Aeroporto Militar de Porto Sudão       |